# Beaumont (Käse)
Der Beaumont ist ein französischer Rohmilchkäse aus Kuhmilch, der erstmals 1881 in dem unweit von Genf gelegenen Ort Saint-Julien-en-Genevois im französischen Département Haute-Savoie hergestellt wurde. Den Namen hat er von dem Ort Beaumont in der Nähe. Er zählt zu den ersten Rohmilchkäsen, die in großem Maßstab produziert wurden. Er wird daher auch als Industriel-Käse bezeichnet.
Der Laib eines ausgereiften Beaumonts hat einen Durchmesser von 20 Zentimeter, eine rosig-gelbe Rinde und eine Höhe von vier bis fünf Zentimeter. Der Fettgehalt in der Trockenmasse beträgt etwa 48 %. Reif ist der Käse nach einer Lagerung von vier bis sechs Wochen. In dieser Zeit wird der Käse mehrfach gewaschen.

## In der Schweiz
Hergestellt wird der Beaumont auch in Le Crêt, gelegen im Vivisbachbezirk des schweizerischen Kantons Freiburg.